# Бебуша
Бебуша (рум. Băbușa) — село у повіті Васлуй в Румунії. Входить до складу комуни Бечешть.
Село розташоване на відстані 277 км на північ від Бухареста, 42 км на північний захід від Васлуя, 47 км на південний захід від Ясс.

## Населення
За даними перепису населення 2002 року у селі проживали 463 особи, усі — румуни. Усі жителі села рідною мовою назвали румунську.